# Norwegische Badmintonmeisterschaft 1959
Die Norwegische Badmintonmeisterschaft 1959 fand in Sandefjord statt. Es war die 15. Austragung der nationalen Meisterschaften von Norwegen im Badminton.

## Titelträger
| Disziplin    | Sieger                          |
| ------------ | ------------------------------- |
| Herreneinzel | Hans Gustav Myhre               |
| Dameneinzel  | Ragnhild Holand                 |
| Herrendoppel | Hans Gustav Myhre Erik Kjølberg |
| Damendoppel  | Randi Holand Ragnhild Holand    |
| Mixed        | Hans Sperre Randi Holand        |